# Fründsberg
Fründsberg ist eine abgegangene Höhenburg im Tössbergland, oberhalb des Weilers Oberholz in der Gemeinde Eschenbach (Kanton St. Gallen), auf der Kantonsgrenze zwischen St. Gallen und Zürich.

## Lage
Die Burg stand auf einem Vorsprung aus Nagelfluh, auf einem westlichen Ausläufer der Höchhand (Chrinnenberg). Sie war vom Berg durch einen acht Meter tiefen Halsgraben abgetrennt. Ein Pfeiler, der eine Zugangsbrücke gestützt haben dürfte, ist erhalten.
Bei der Gründung des Kanton St. Gallen (1803) und der Grenzziehung zu Zürich wurde der markante Nagelfluhkopf der Kernburg als ein Grenzpunkt gewählt.

## Geschichte
Es handelt sich um eine der Rodungsburgen, die im 13. Jahrhundert im oberen Jonatal, in der Umgebung des Kirchdorfs Wald, entstanden.
Die Burg war der Sitz der Ritter von Fründsberg (Fruntsberc, Frundsperg), erstmals erwähnt 1259. Ein Werner von Fründsberg wird 1276/7 erwähnt, die Burg selbst 1280 als Fruntsperg. Sie dürfte spätestens im 15. Jahrhundert abgegangen sein. Johannes Stumpf erwähnt um 1540, von der Burg sei nichts mehr sichtbar dann die graben vnd blossen Velsen, kein gemeür, deßhalb man achtet, ist auch die alt sag, daß es nu[r] höltzine Blockheuser vnd mit guten graben umbzogen seyend gewesen. Stumpf zieht weiter eine Verbindung zum Tiroler Geschlecht Frundsberg (Fronsberg): Die von Fründsperg sind ins Schwabenland vnnd an die Etsch gezogen, werdend yetzt genennt die von Fronsperg.
Das von Jos Murer (1566) der Burg Fründsberg zugeschriebene Wappen suggeriert ebenfalls einen solchen Zusammenhang, der allerdings historisch nicht haltbar ist (die Stammburg der Frundsberger, Burg Freundsberg im Tirol, ist seit dem 12. Jh. nachweisbar).

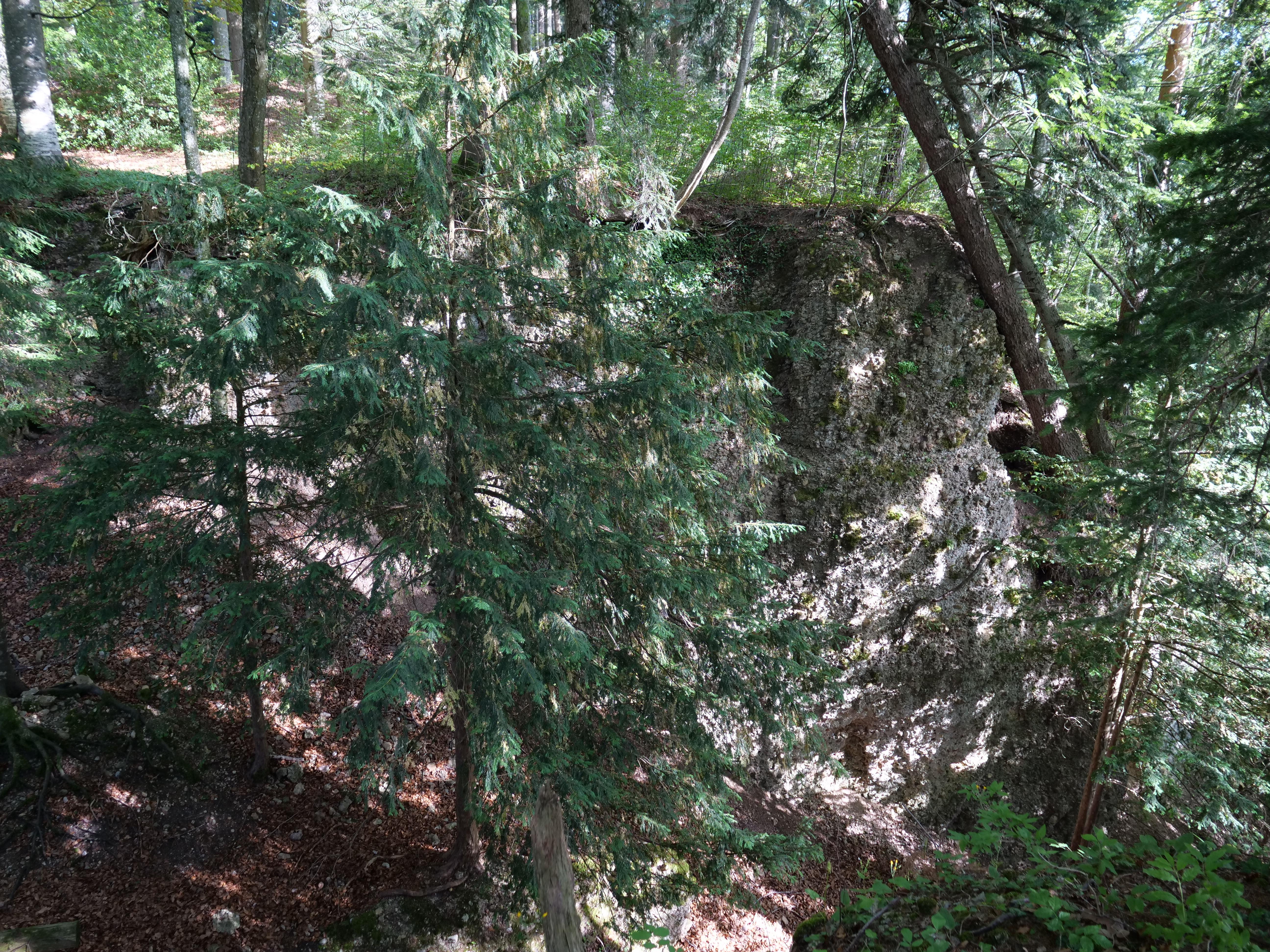
Burgplateau, davor auslaufender Halsgraben
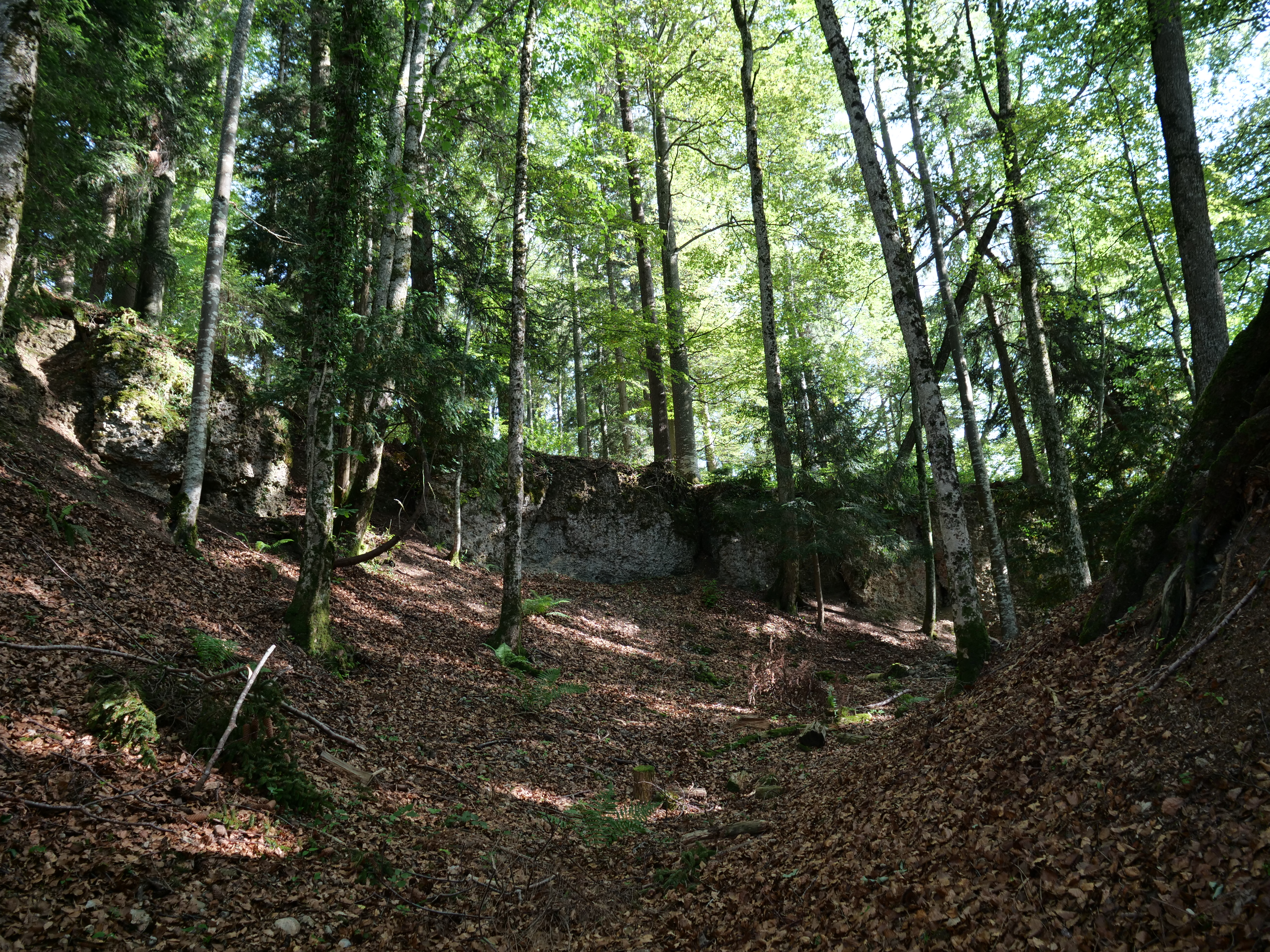
Im Halsgraben
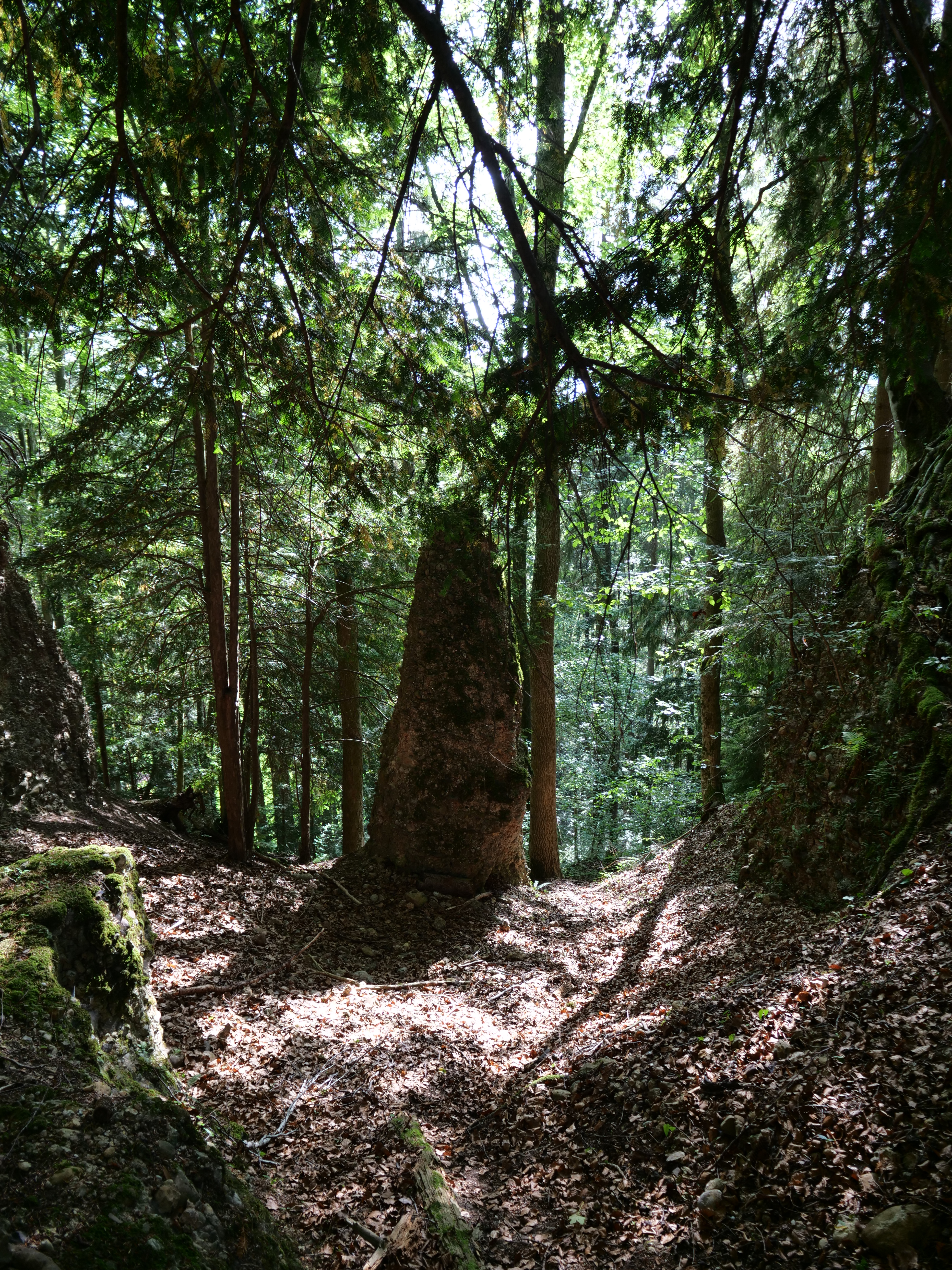
Pfeiler über den vermutlich der Brückenzugang zur Burg verlief

Selbst wenn die Burg nach 1500 nicht mehr bestanden hat, blieben die Ritter von Fründsperg im 16. Jahrhundert einflussreich in Wald. Ein Rudolf von Früntspergc hat ab 1498 jährlich einen Scheffel Weizen für einen Jahrtag gestiftet, und ein Ritter Uolrich von Frunsperg soll 1508 den Neubau der Pfarrkirche Wald gestiftet haben.